# Salems socken
Salems socken i Södermanland ingick i Svartlösa härad. Området ingick åren 1974–1982 i Botkyrka kommun och utgör sedan 1983 huvuddelen av Salems kommun med en mindre del i Södertälje kommun. Socknens område motsvarar Salems distrikt och en mindre del av Östertälje distrikt.
Socknens areal är 70,97 kvadratkilometer, varav 63,41 land.  År 1953 fanns här 2 314 invånare. Godsen Fågelsta, Skårby gård, Bergaholm och Vällinge, orterna Salemstaden och Rönninge (som nu ses som en del av Tumba tätort), Söderby sjukhus samt sockenkyrkan Salems kyrka ligger i socknen.  

## Administrativ historik
Salems socken har medeltida ursprung. 
Vid kommunreformen 1862 övergick socknens ansvar för de kyrkliga frågorna till Salems församling och för de borgerliga frågorna till Salems landskommun. 1974 uppgick landskommunen i Botkyrka kommun samtidigt som en del i nordväst omfattande 10,4 kvadratkilometer, varav land 9,3 och med 249 invånare, övergick till Södertälje kommun och Östertälje församling.  1983 utbröts området motsvarande landskommunen exklusive området överfört till Södertälje ur Botkyrka kommun och bildade Salems kommun.
1 januari 2016 inrättades distriktet Salem, med samma omfattning som Salems församling hade 1999/2000, och vari detta sockenområde till största delen ingår.
Socknen har tillhört län, fögderier, tingslag och domsagor enligt vad som beskrivs i artikeln Svartlösa härad.  De indelta båtsmännen tillhörde Första Södermanlands båtsmanskompani.

## Geografi och natur
Salems socken ligger på Södertörn nordost om Södertälje med Mälaren i norr och med Bornsjön i nordost. Socknen är en kuperad skogsbygd med inslag av odlingsbygd. Bornsjön delas med Botkyrka socken i Botkyrka kommun. Andra betydande insjöar är Tullan som delas med Östertälje socken i Södertälje kommun samt Uttran som förutom med Östertälje socken med Grödinge socken i Botkyrka kommun.
Det finns tre naturreservat i socknen. Bornsjön som delas med Botkyrka och Östertälje socknar, Korpberget som helt ligger i Salems socken men delat mellan Salems kommun och Södertälje kommun samt Garnudden är alla kommunala naturreservat men delar av Bornsjön och Korpberget ingår i EU-nätverket Natura 2000.
Stockholms stad köpte med början 1899 området runt Bornsjön för att säkra sjön som vattentäkt åt staden (se även Bornsjöegendomarna).

### Gårdar
Det har funnits hela elva sätesgårdar i socknen: 
- Viksbergs gård (säteri, överfört 1974 till Östertälje socken i Öknebo härad),[10][11]
- Hallinge gård,[12][13]
- Bergaholms säteri,[14][13]
- Bockholmssättra gård (säteri, överförd 1944 från Ekerö socken i Färentuna härad),[15]
- Fågelsta säteri,[16][17]
- Högantorps gård (säteri),[18][19]
- Ladviks gård (säteri),[20][21]
- Rönninge gård (säteri),[22][23]
- Skårby gård (säteri),[24][25]
- Uttringe gård (säteri)[26][27]
- Vällinge säteri.[28][29]

### Övriga gårdar och torp (urval)
- Edeby
- Lundby parstuga
- Nedre Söderby
- Näsby

#### Bilder, gårdar (urval)

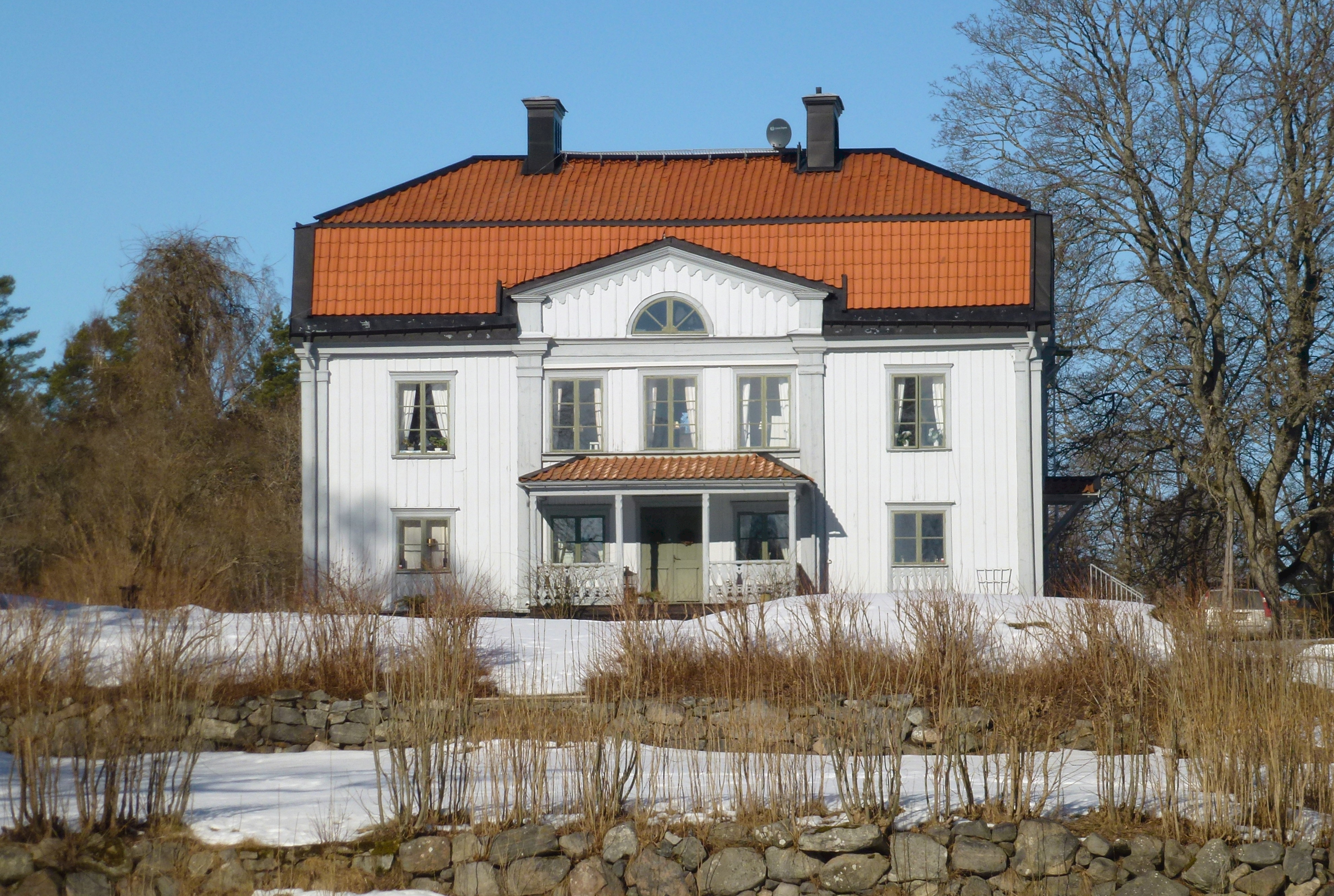
Bergaholms gård
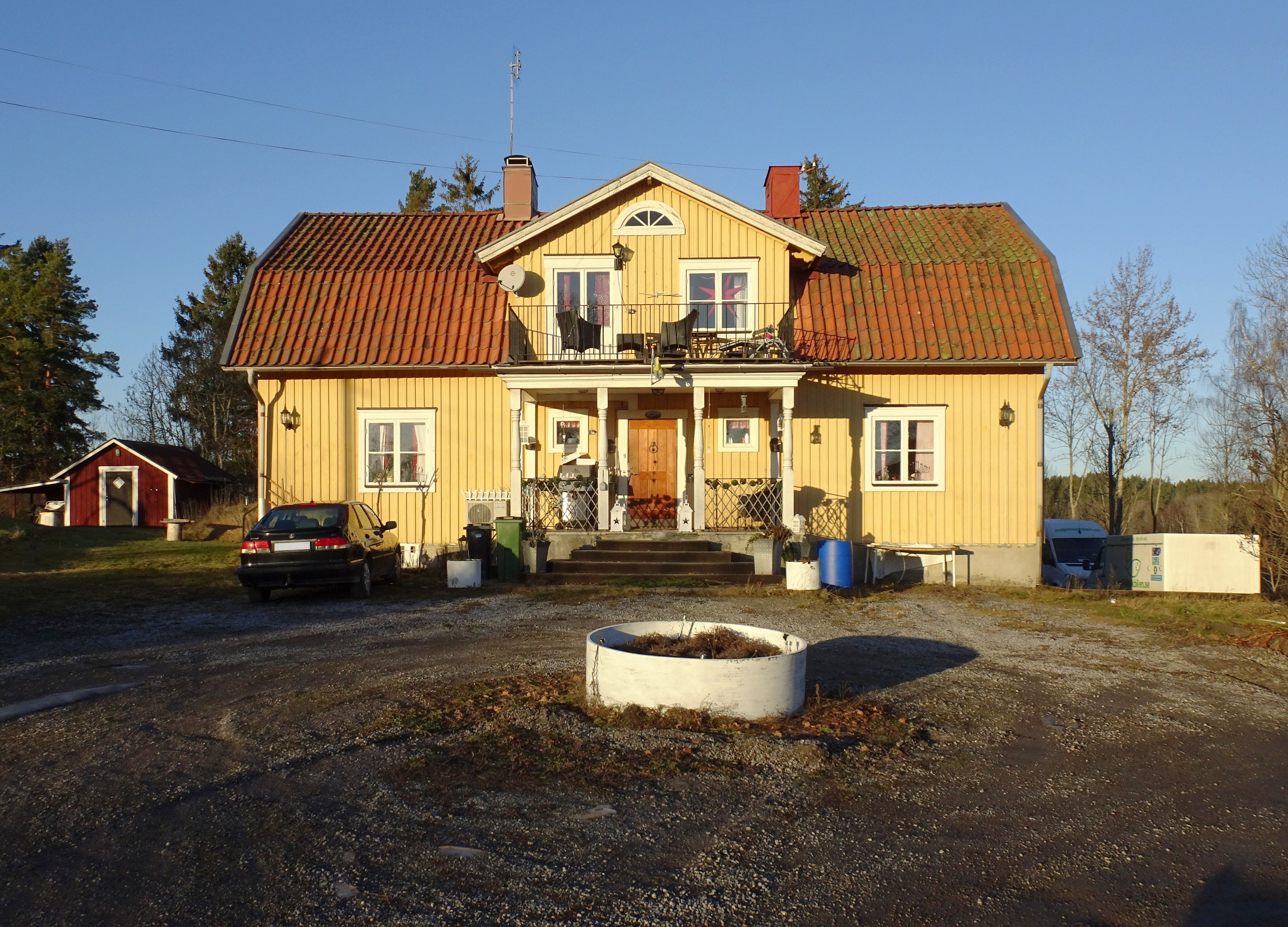
Hallinge gård
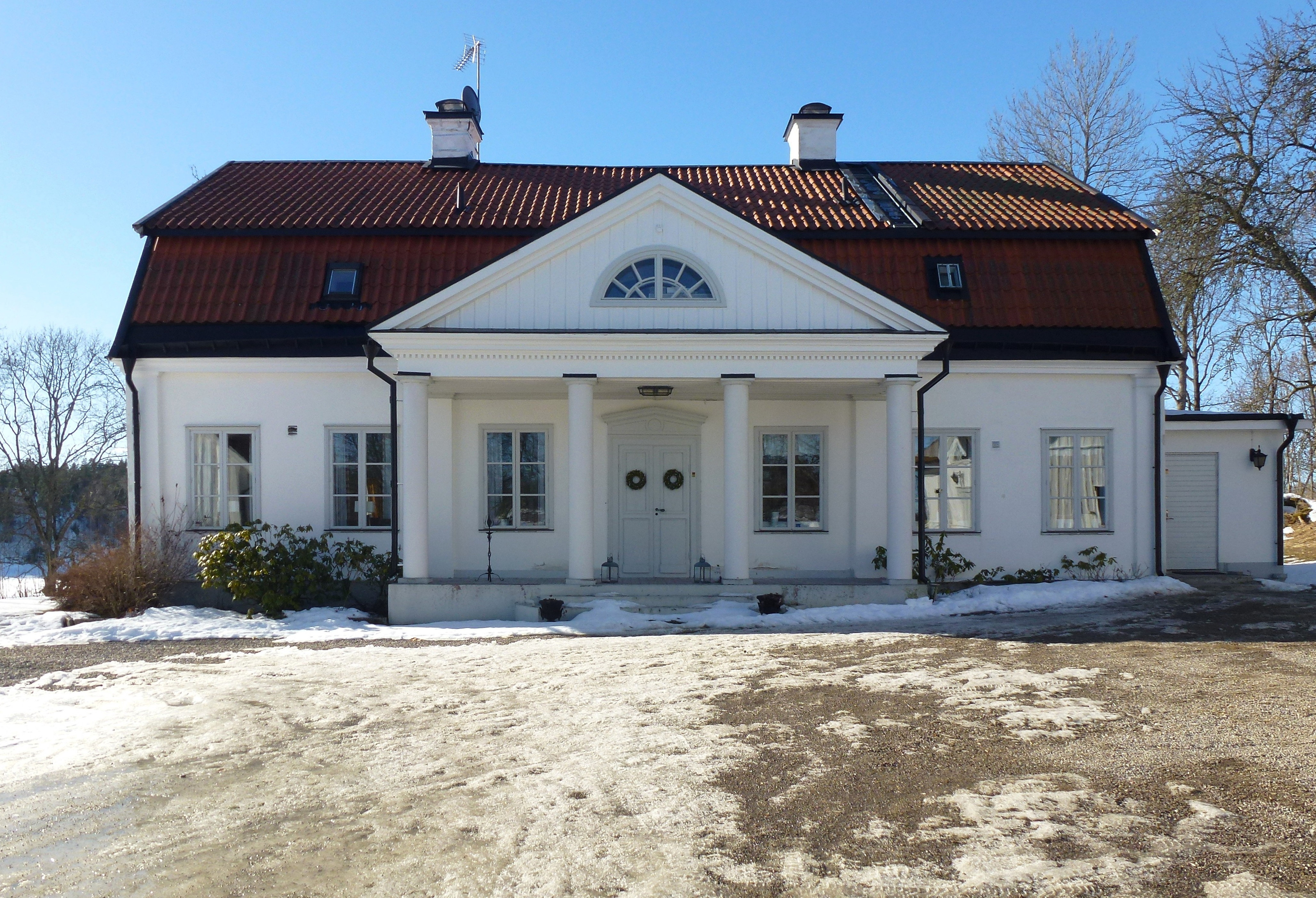
Ladviks gård
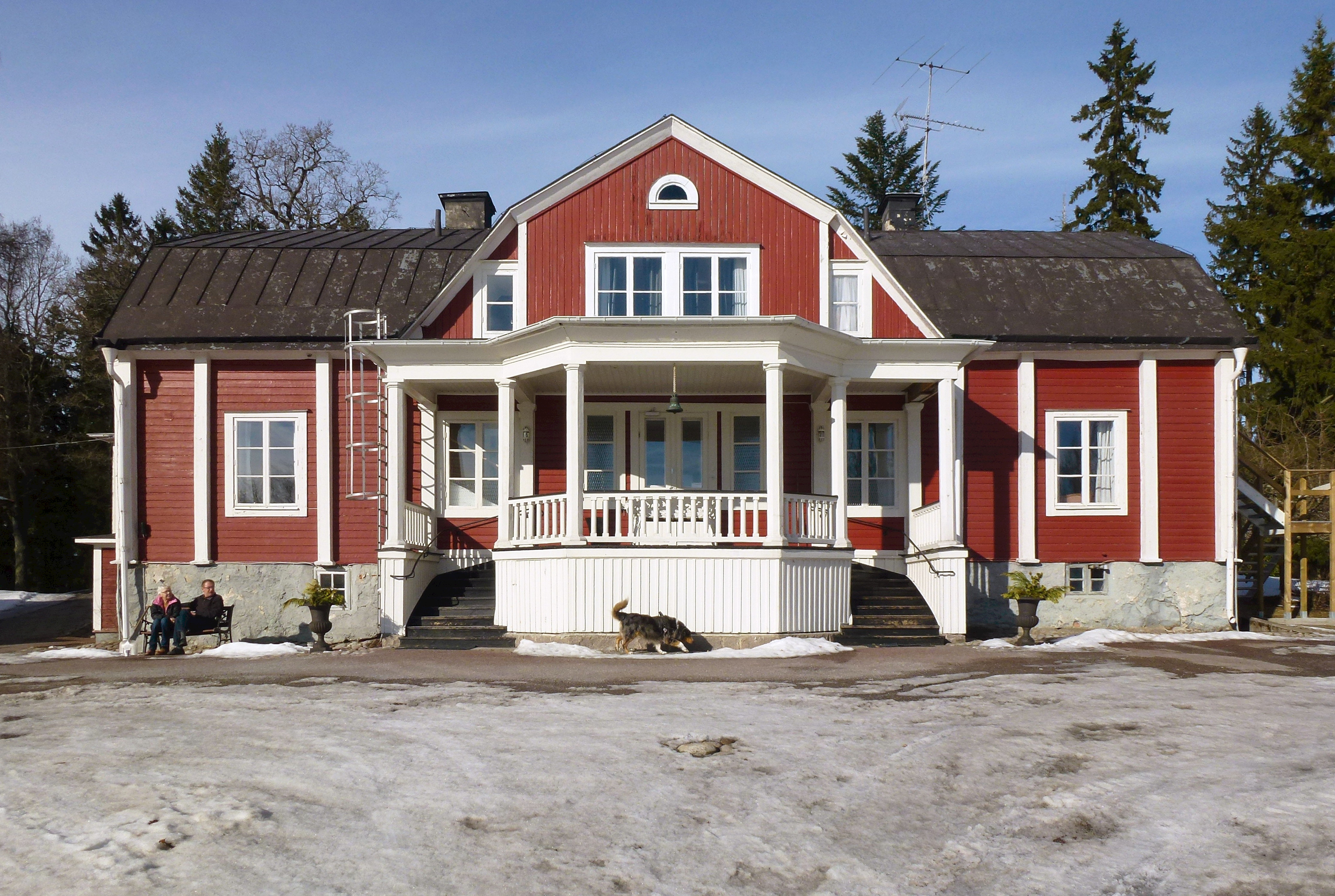
Rönninge gård
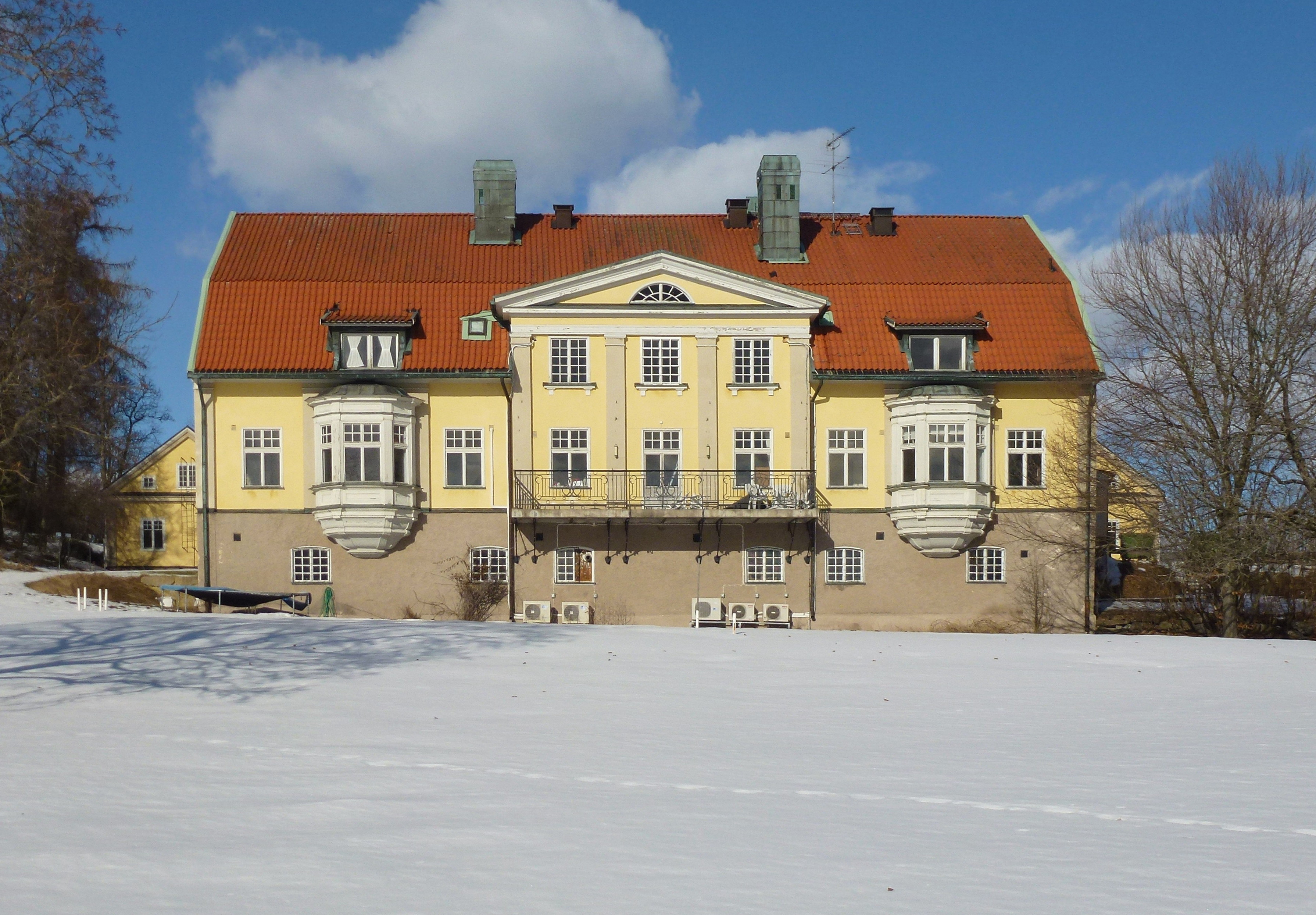
Högantorps gård

## Fornlämningar
Några boplatser från stenåldern är funna. Från bronsåldern finns existerar skärvstenshögar, skålgropar och gravrösen, där Skårbyröset är den störst och ligger sydväst om Skårby gård. Salems socken finns och två hällristningar med skeppsmotiv och så kallade bemanningsstreck utefter sidorna, se Ladviks hällristning och Hallingeristningen.
Från järnåldern finns 55 gravfält med stensättningar varav tre skeppssättningar och sex fornborgar. Fem runristningar har påträffats, Söderbystenen, Oxelbystenen och Bergaholmsstenen vittnar om att en viktig vägförbindelse sträckte sig söder om Bornsjön genom dagens Salems kommun från Stockholm till Södertälje. Vägen var senare en del av Göta landsväg. Söder om Bornsjön ligger Sankt Botvids källa.

### Bilder, urval

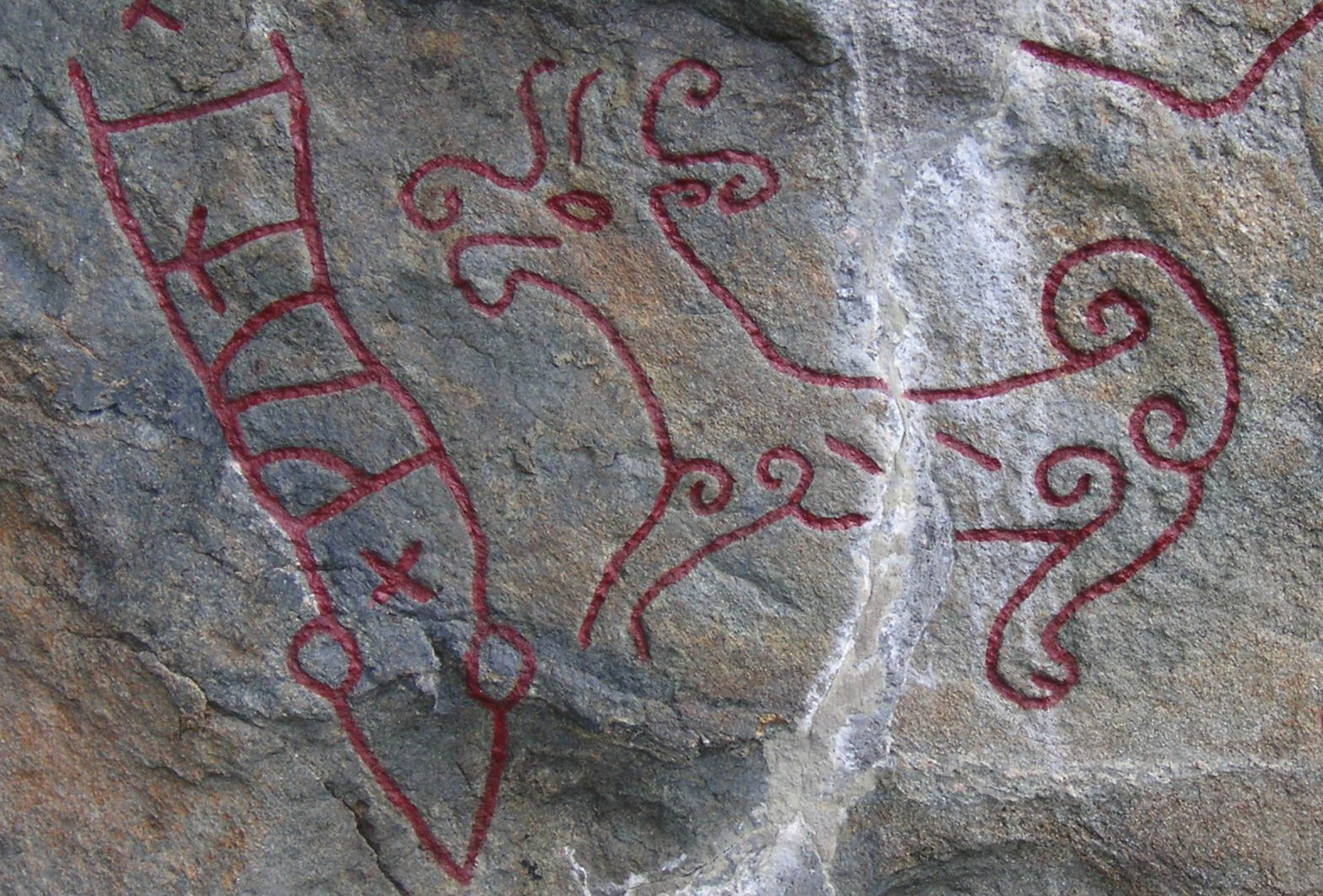
Oxelbystenen, detalj
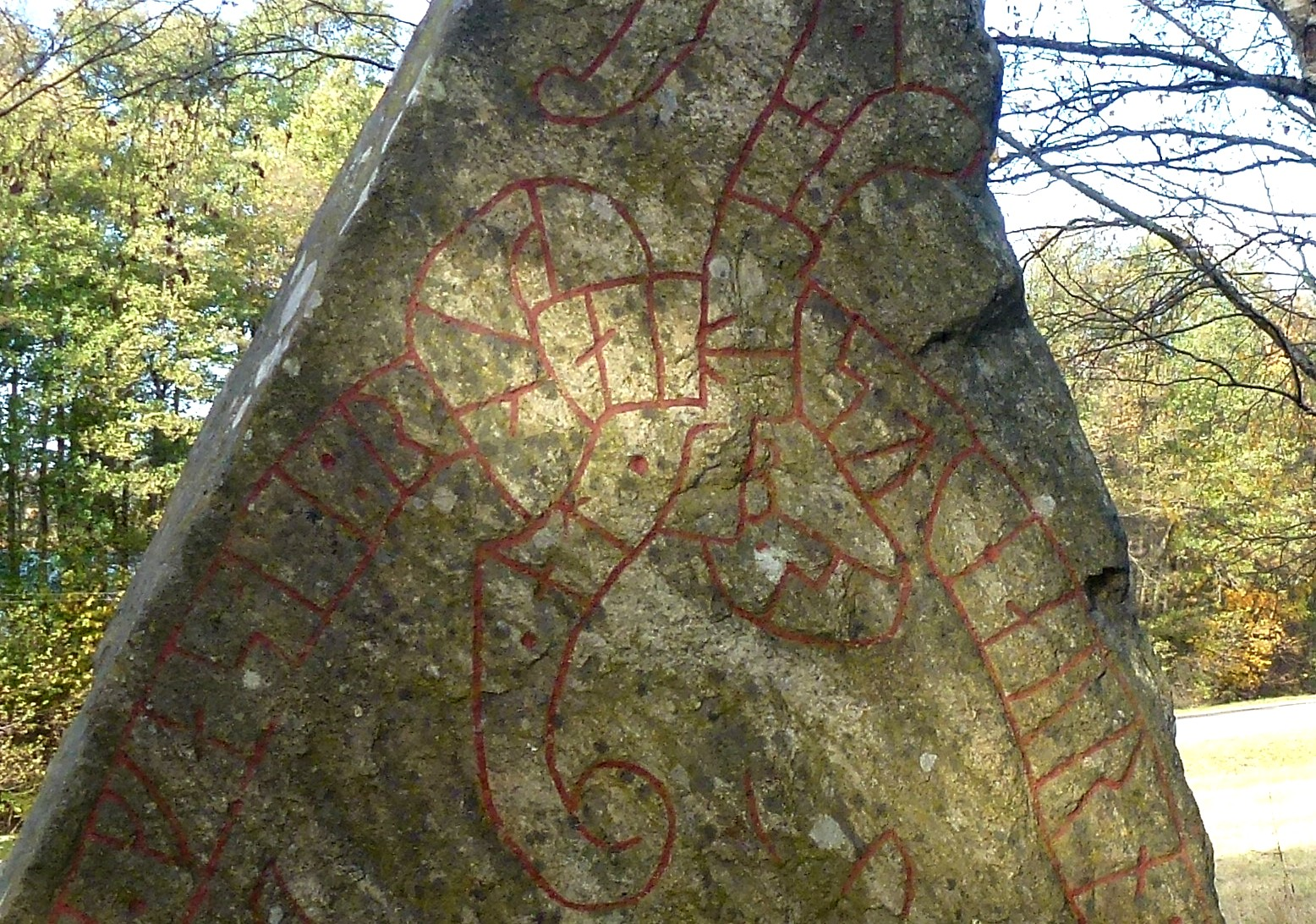
Söderbystenen, detalj
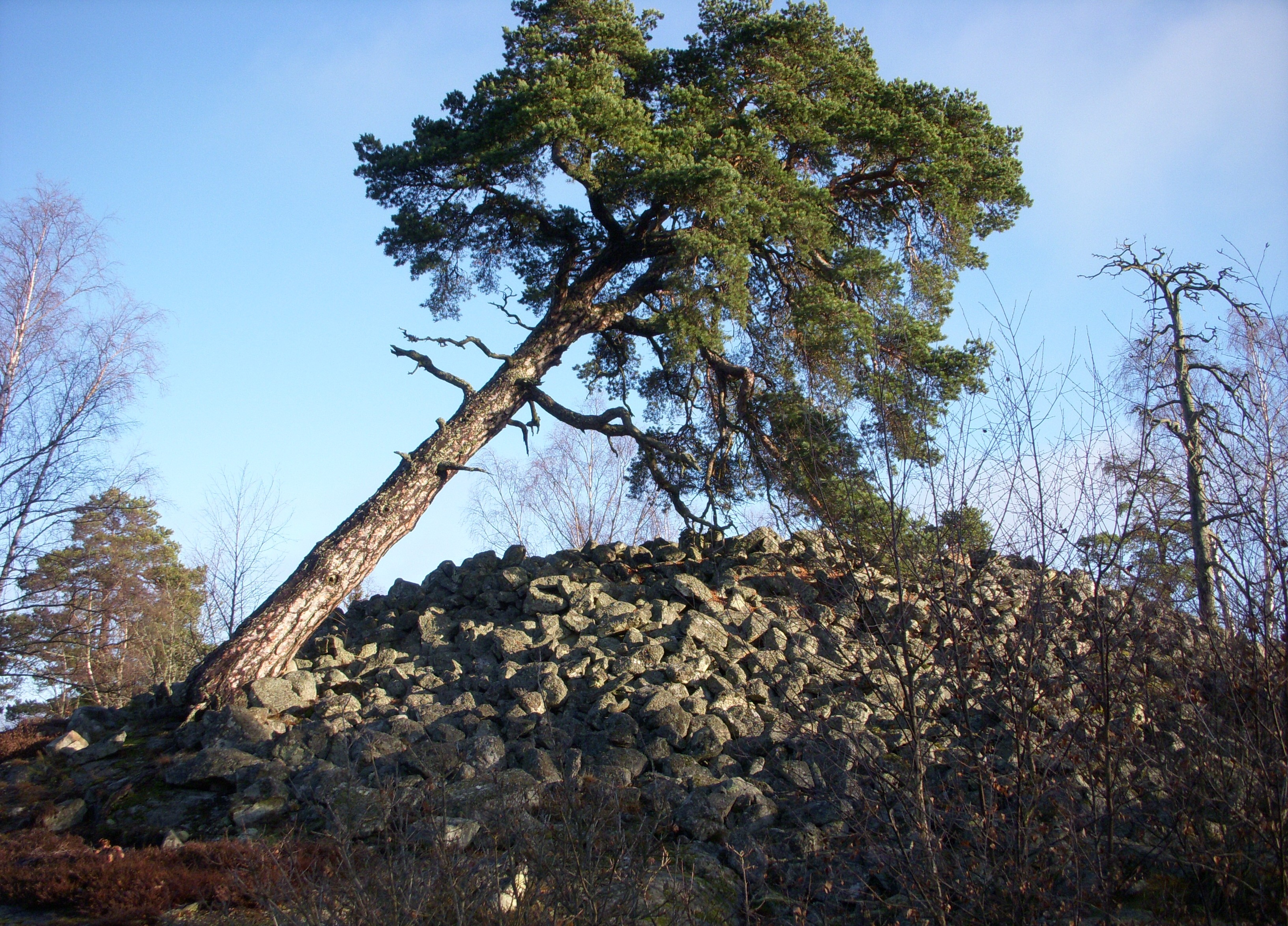
Skårbyröset
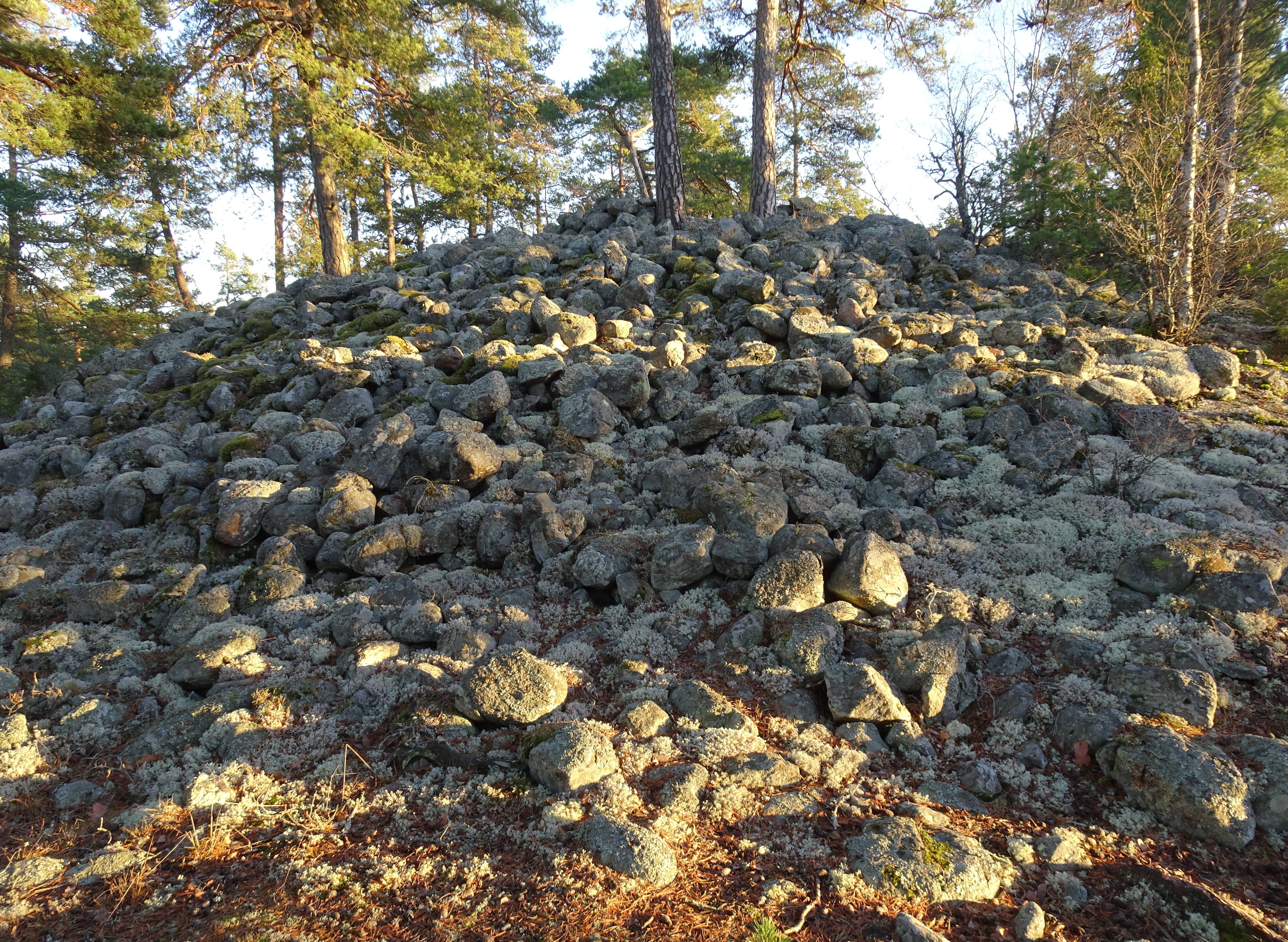
Röset vid Hallinge gård
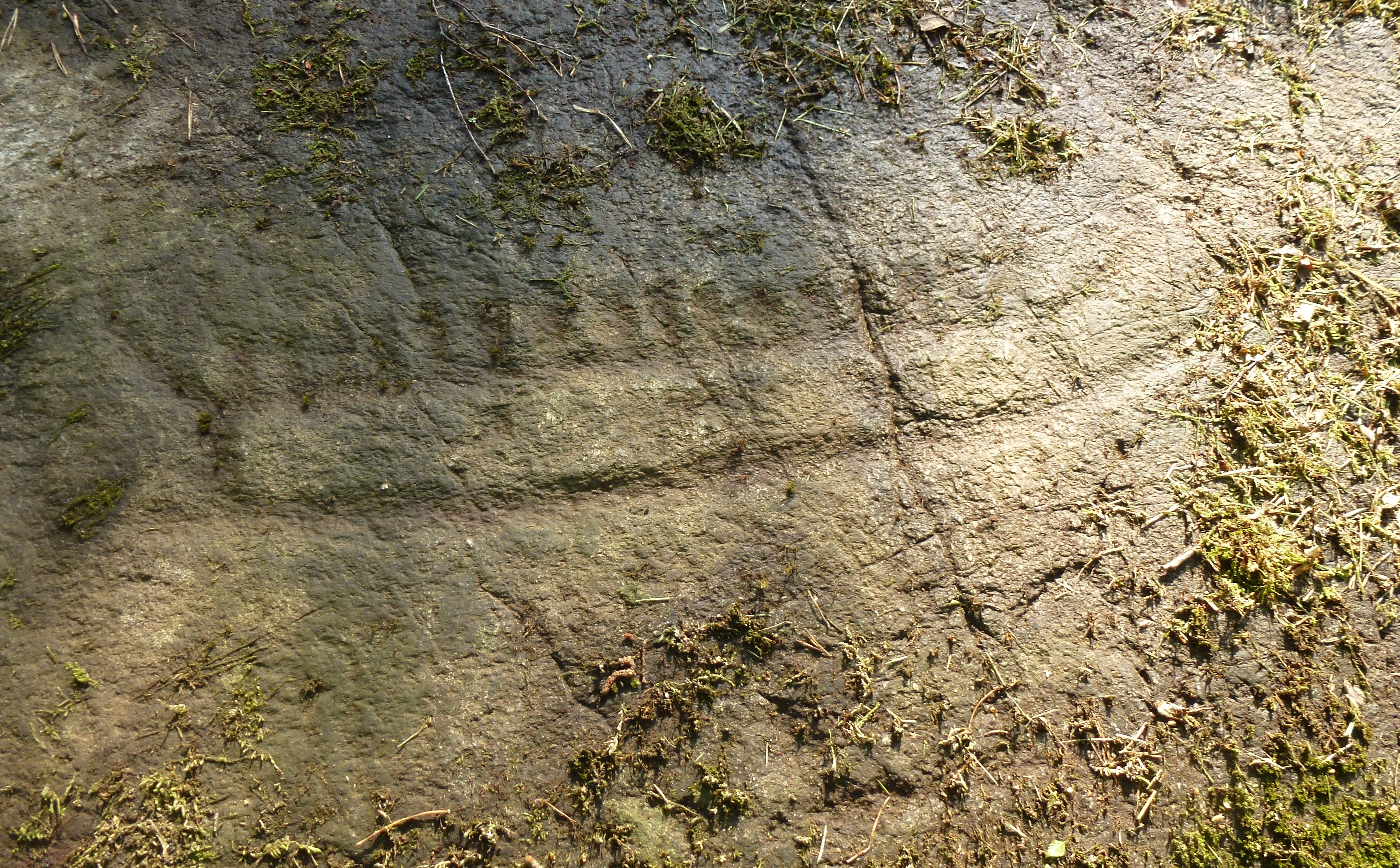
Ladviks hällristning, detalj

## Befolkningsutveckling
Befolkningen ökade med någon mindre variation under 1800-talet från 664 1810 till 12 478 1990. Den stora expansionen inträffade efter 1960 då folkmängden fortfarande uppgick till 2 229 invånare.

## Namnet
Namnet (1283 Släm) innehåller sannolikt sla, 'slån' och hem, 'boplats, gård'.  Det nuvarande namnet Salem är först känt 1556, men började användas allmänt först under 1600-talet. Namnet torde vara inspirerat av bibelns Salem.  Enligt bibeln, Första mosebok 4:18 och Hebreerbrevet 7:1, är Salem den stad eller region som Melkisedek är kung över.